# 도부카이역
도부카이역(일본어: 土深井駅)은 일본 아키타현 가즈노시에 위치한 동일본 여객철도 하나와 선의 철도역이다. 단선 승강장 1면 1선의 구조를 갖춘 지상역이다.

## 역 주변
- 국도 제103호선
- 요네시로 강

## 역사
- 1915년 12월 25일 : 아키타 철도의 오사리자와역으로서 가즈노 군 니시키기 촌에 개업.
- 1916년 1월 5일 : 여객 영업 개시.
- 1934년 6월 1일 : 아키타 철도 국유화에 의해, 철도성에 이관.
- 1942년 4월 1일 : 도부카이역으로 개칭.
- 1962년 2월 1일 : 무인화.
- 1987년 4월 1일 : 일본국유철도 분할 민영화에 의해, 동일본 여객철도가 승계.

## 인접 역
| 동일본 여객철도 하나와 선 | 동일본 여객철도 하나와 선 | 동일본 여객철도 하나와 선 |
| ------------------------- | ------------------------- | ------------------------- |
| 스에히로 고마 방면        | ■ 하나와 선               | 사와지리 오다테 방면      |